# Plaza Manco Cápac
La plaza Manco Cápac es una plaza limeña, que recuerda al primer sapa inca del Cuzco, Manco Cápac. Fue anteriormente llamada plaza Leguía, en honor del expresidente peruano Augusto B. Leguía.

## Descripción
Está ubicada en el distrito de La Victoria. Se encuentra en el cruce formado por las avenidas Bauzate y Meza, Iquitos, Manco Cápac y 28 de Julio. En el centro se encuentra la estatua de Manco Cápac, obsequiado por la colonia japonesa por el centenario de la independencia del Perú. La estatua fue encargado al escultor David Lozano. La obra fue inaugurada el 5 de abril de 1926 y fue emplaza en el lugar en 1933.

## Historia

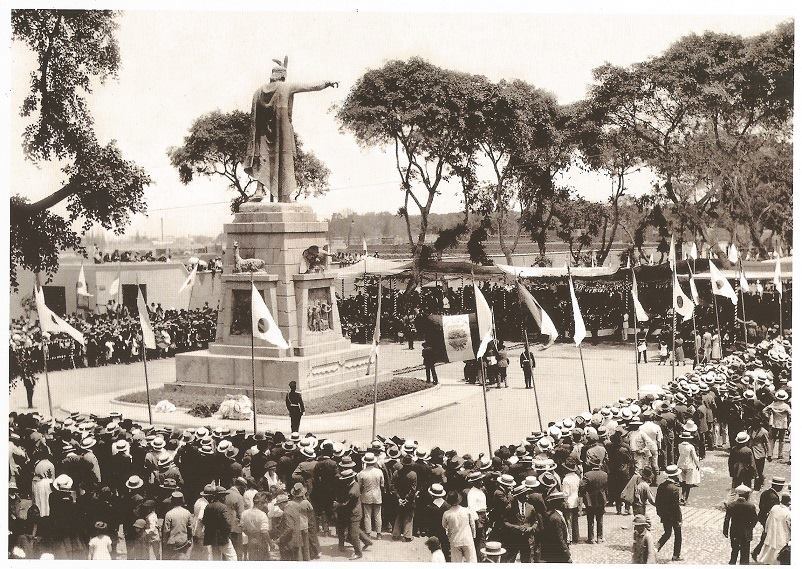
Inauguración de la plaza Manco Cápac (1926)

La plaza ha sufrido diversos avatares, desde visitas reales hasta el cerramiento completo de la zona y la construcción de un muro de contención para impedir la delincuencia y la prostitución. Y la creación de un parque temático y un museo interactivo inca, proyecto que fue abandonado.